# Bulbinella elegans
Bulbinella elegans es una especie de planta bulbosa perteneciente a la familia Xanthorrhoeaceae. Es originaria de Sudáfrica.

## Descripción
Es una planta bulbosa, perennifolia, herbácea, geófita que alcanza un tamaño de  0.4 - 0.6 m de altura a una altitud de 610 - 1000 metros en Sudáfrica

## Taxonomía
Bulbinella elegans fue descrita por Schltr. ex P.L.Perry y publicado en  South African Journal of Botany 53: 437, en el año 1987.